# Maria Opitz-Döllinger
Maria Opitz-Döllinger – oft auch Maria Opitz – geb. Döllinger (* 13. Oktober 1917 in Friedrichshafen; † 9. Juli 2007 ebenda) war eine Hauswirtschaftsmeisterin und Politikerin (ödp) sowie seit 1990 Trägerin des Bundesverdienstkreuzes am Bande.
Ihr parteipolitisches Engagement begann 1978 mit ihrem Beitritt zur Grünen Aktion Zukunft (GAZ). Da diese sich 1980 an der Gründung der GRÜNEN beteiligt hatte, wurde sie auch dort Mitglied, ehe sie im September 1980 austrat. Anfang 1982 gehörte sie zu den Mitbegründern der Ökologisch-Demokratischen Partei (ÖDP), in der sie sowohl in der Bundespartei als auch innerhalb des baden-württembergischen Landesverbandes bedeutende Ämter innehatte. Ihr wird von Mitstreitern oft ein maßgeblicher Anteil an dem mit 1,4 % erreichten Achtungserfolg der Partei bei der baden-württembergischen Landtagswahl von 1988 zugeschrieben; das wird von anderen Parteivertretern allerdings als eine herabsetzende Einseitigkeit  gegenüber den Wahlkampfleistungen insbesondere des Landesvorsitzenden Herbert Pilch und des Bundesvorsitzenden Herbert Gruhl angesehen, mit denen sie immer mehr in Streit geriet.

## Leben
Maria Döllinger wurde am 13. Oktober 1917 als Tochter von Karl Döllinger und dessen Ehefrau Katharina geb. Stahl geboren. Ihr Vater starb 1918, ihre Mutter 1923, sodass sie bereits im Alter von sechs Jahren zum Waisenkind wurde. Ihre Kindheit verbrachte sie deshalb überwiegend bei ihrem Stiefvater. An der Pestalozzischule in Friedrichshafen absolvierte sie ihren Hauptschulabschluss. Der Besuch der höheren Mädchenschule scheiterte an den fehlenden finanziellen Ressourcen ihres Stiefvaters. Anschließend folgte eine Ausbildung als Notariatsgehilfin.
Ende 1949 heiratete sie den Bauingenieur Richard Opitz. Aus dieser Ehe gingen vier Töchter hervor. Außerdem arbeitete sie während dieser Zeit im Ingenieurbüro ihres Mannes. Dort war sie als Buchhalterin und Sekretärin tätig.
Bereits sehr früh begann sie, sich für Umweltschutz zu engagieren. Ebenso wurde sie in anderen Bereichen tätig; so gründete sie 1974 in ihrer Heimatstadt Friedrichshafen einen Ortsverband des Deutschen Hausfrauenbundes, dessen Vorsitzende sie bis 1991 war. Sie wirkte vor Ort bei Frauen helfen Frauen und dem Deutschen Kinderschutzbund mit. 1979 legte sie die Meisterprüfung für Hauswirtschaft ab.
Am 17. April 1990 wurde Maria Opitz-Döllinger unter Anwesenheit des damaligen Friedrichshafener Oberbürgermeisters Bernd Wiedmann aufgrund ihres politischen Engagements das Bundesverdienstkreuz verliehen. Letzterer äußerte sich über sie folgendermaßen:

„Bei dem, was sie geleistet hat, müßte sie eigentlich drei Leben gehabt haben“

Am 9. Juli 2007 starb sie nach längerer Krankheit.

## Politische Karriere

### Anfänge in der Umweltschutzbewegung, der GAZ und den GRÜNEN (1970–1980)
Ab den siebziger Jahren wandte sich Maria Opitz-Döllinger der Umweltschutzbewegung zu. 1978 schloss sie sich der Grünen Aktion Zukunft (GAZ) an; im März 1979 gehörte sie zu den Mitbegründern von deren baden-württembergischen Landesverband; zunächst fungierte sie dort als stellvertretende Landesvorsitzende. Von 1979 bis 1981 war sie Bundesschriftführerin der Partei sowie in den Jahren 1981 und 1982 stellvertretende Bundesvorsitzende, ehe die GAZ Anfang 1982 in der neu gegründeten ödp aufging. Da die GAZ zuvor bereits 1980 an der Gründung der GRÜNEN beteiligt hatte, war sie auch dort für kurze Zeit bis zu ihrem Austritt im September 1980 Mitglied.

### ödp (ab 1982)
Ihr Wirken in der ödp hat Maria Opitz-Döllinger in einem Beitrag mit Erinnerungen selbst beschrieben und erwähnt dabei zunächst, dass sie für den ersten Parteitag der neugegründeten ödp, der am 23. und 24. Januar 1982 in Wiesbaden stattfand, mit der Leitung im Präsidium beauftragt war. Auf dem ersten öffentlichen Parteitag, der zwei Monate später in Bad Honnef tagte, wurde sie zusammen mit drei weiteren Mitgliedern ins Präsidium gewählt. Parteiintern gründete sie den Arbeitskreis Christen und Ökologie, der auf fast allen katholischen und evangelischen Kirchentagen präsent war.
Im baden-württembergischen Landesverband der ödp, der noch drei Monate vor der Bundespartei gegründet wurde, war sie zunächst Landesvorsitzende, anschließend Landesschatzmeisterin, Beisitzerin sowie erneut Landesvorsitzende; insgesamt wirkte sie dort 15 Jahre lang im Parteivorstand mit. Sie trug ihrer eigenen Einschätzung zufolge maßgeblich zu den 1,4 % bei, die ihre Partei bei der baden-württembergischen Landtagswahl von 1988 erzielt hatte; dies war das bis dahin beste der ödp bei einer Landtagswahl und das erste, bei dem diese Anteil an der Wahlkampfrückkostenerstattung nahm. 1988 bis 1990 hatte sie in der ödp das Amt der Bundesschatzmeisterin inne.
Darüber hinaus war sie bei der Gründung der Ökologisch-Demokratischen-Partei der DDR, die am 24. Februar 1990 in Coswig vollzogen wurde, zusammen mit drei weiteren Mitgliedern aus ihrem Landesverband, anwesend. Diese ging nach der Wiedervereinigung im Oktober 1990 in der ödp auf. Bereits zuvor hatte Maria Opitz-Döllinger am 21. März selben Jahres ebenso an der Gründung des ersten Kreisverbandes der Partei in Freiberg mitgewirkt.
1992 wurde sie Ehrenmitglied ihrer Partei. Ab Dezember 1996 war sie Ehrenvorsitzende der baden-württembergischen ödp. 2002 zog sie sich aufgrund gesundheitlicher Probleme aus der Parteiarbeit sowie aus der Öffentlichkeit zurück.
Sie ist Namensgeberin für die Maria Opitz-Döllinger Stiftung. Die am 24. Juni 2024 gegründete Stiftung steht der Ökologisch-Demokratischen Partei (ÖDP) nahe.

## Konflikte mit Herbert Gruhl

### Beginn der Animositäten (1979–1987)
Während der achtziger Jahre geriet sie immer wieder mit dem damaligen Parteivorsitzenden Herbert Gruhl in Konflikt. Dieser hatte bereits auf dem GAZ-Bundesparteitag, der am 10. März 1979 in Würzburg stattgefunden hatte, seinen Anfang genommen. Gruhl wollte, dass sie für den Posten des stellvertretenden Bundesvorsitzenden, wie sie selbst schreibt, als eine „Vorzeigefrau“ kandidiert, was diese jedoch ablehnte.
Auf dem ersten öffentlichen Bundesparteitag der ödp im März 1982 in Bad Honnef, schlug Maria Opitz-Döllinger vor, mit dem „Organisationsbeauftragten“ einen zusätzlichen Posten im Bundesvorstand zu schaffen. Während sie diesen ursprünglich für sich im Visier hatte, lehnte Gruhl das Vorhaben ab, weshalb Jaspar von Oertzen das Amt erhielt, der dafür zunächst nur aus Spaß kandidiert hatte. Als anschließend die Beisitzer gewählt wurden, unterlag sie ebenfalls, was von Opitz-Döllinger ebenso maßgeblich Gruhl zugeschrieben wird.

### Streit um Finanzen, Eskalation und Höhepunkt auf dem Saarbrücker Parteitag (1988/1989)
Als sie auf dem Parteitag in Stuttgart, der am 30. und 31. Januar 1988 stattfand, zur Bundesschatzmeisterin gewählt wurde, geschah dies gegen Gruhls Willen; er hatte für dieses Amt eine andere Person vorgesehen. Wie Bundesvorstandsmitglied Peter Schröder sich anlässlich „20 Jahre ödp“ 1999 erinnert, kam es auf der zweiten Sitzung des neu gewählten Bundesvorstandes vom Mai 1988 in der Bonner Geschäftsstelle zwischen ihr und Gruhl zu einem heftigen Streit. In dessen Zuge unterstellte er ihr Schröder zufolge Boshaftigkeit und Geldgier. Hintergrund war, dass Opitz-Döllinger zu diesem Zeitpunkt noch als Landesschatzmeisterin in Baden-Württemberg amtierte und als solche mit der Abrechnung der Landtagswahl von 1988 beschäftigt war.
Aufgrund des Achtungserfolges der Partei bei dieser Wahl, bei der sie zum ersten Mal Anspruch auf staatliche Finanzen erhalten hatte, wollte Maria Opitz-Döllinger ein Drittel dieses Geldes für ihren Landesverband sowie für die entsprechenden Kreisverbände haben; Gruhl sah hierin laut seinem Bundeshauptausschußbericht vom 3. Juli 1988 einen Bruch mit einem vor der Wahl getroffenen Abkommen auf gegenseitige Hilfe zwischen dem Bundes- und Landesverband.
Gegen Opitz-Döllinger und Peter Schröder hatte Gruhl im Februar 1989 – kurz vor dem Saarbrücker Parteitag – beim Landgericht München eine einstweilige Verfügung auf Unterlassung ehrverletzender Behauptungen ohne Wahrheitsgehalt erwirkt; für den Fall einer Zuwiderhandlung wurde ein Ordnungsgeld von 50.000 DM oder ersatzweise eine Ordnungshaft von bis zu 6 Monaten festgesetzt.
Anlässlich des Saarbrücker Parteitages von 1989 gehörte sie zu den Mitunterzeichnern des „Grundsatzbeschlu[sses] zur Abgrenzung der ÖDP von den Rechtsparteien“, der von Herbert Gruhl abgelehnt wurde. Auf dem Parteitag selber versuchte er, sie zusammen mit zwei weiteren Vorstandsmitgliedern abwählen zu lassen, was jedoch keine Mehrheit unter den Delegierten fand. Dies sowie die Tatsache, dass der erwähnte Abgrenzungsbeschluss angenommen wurde, führten schließlich zum Rücktritt Gruhls vom Bundesvorsitz.